# Bernard Devilliers
Bernard Devilliers est un militant communiste, résistant français et déporté, né le 7 octobre 1920 au Mans et décédé dans la même ville le 27 septembre 2003 à l’âge de 82 ans.

## Biographie

### Militant
Bernard Devilliers est fils unique. Son père, blessé de la Première Guerre mondiale, lui inculque l’horreur de la guerre. Il l’emmène au cinéma voir les films sur ce sujet,.
Son père décède des suites de ses blessures de guerre en 1934. Bernard devient pupille de la nation. À 14 ans il arrête l’école et devient apprenti ajusteur à l’usine des segments Amédée Bollée au Mans. Au bout de 3 ans il obtiendra son CAP d’ajusteur de précision. Il entrera dans le travail et sera, dès le départ, syndicaliste CGT. C’est par cette intermédiaire qu’il entrera dans l’action militante,.

### Engagé volontaire
Début de la guerre, c'est la mobilisation générale. Bernard est trop jeune pour être mobilisé mais il veut combattre et donc il choisit de s’engager.
Après ses classes il est affecté à la 91e batterie du 32e régiment d'artillerie antichar. Là, Bernard constate l’état de son régiment : « régiment hippomobile n’ayant que 2 chevaux, les gardes de nuit ont 5 balles pour leur fusil et doivent les rendre le lendemain matin ». 
Il est arrêté et emprisonné à Tonnerre (Yonne) lors de l’invasion de juin 1940. Il n’a jamais combattu. Il est transféré au camp de Mailly (Aube). Il se fait libérer en simulant une hypertension artérielle et avec une radio montrant une aorte anormalement développé.
De retour au Mans, il reprend son travail à l’usine Bollée.

### La Résistance
C'est à l'usine Amédée Bollée qu'il rencontre Marcelle Cérésa. Elle est militante communiste et antifasciste. Ils se marieront après la guerre en 1947.
Sur les directives du Front national (Front national de lutte pour la libération et l'indépendance de la France), leur action est tout d'abord basée sur la reproduction, la création et la distribution de tracts. 
Il ne part pas au STO (Service du travail obligatoire) en travaillant quelque temps à la SNCF (Société nationale des chemins de fer français). Il entre au Parti communiste le 15 juillet 1943 et simultanément aux FTPF (Francs-tireurs et partisans français). La même année, il devient capitaine et responsable régional au deuxième bureau de l'armée secrète, dont le chef régional est Camille Delétang. Il prend alors le pseudonyme de « Claude » prénom de son bébé. Afin de pouvoir nourrir les responsables circulant clandestinement, avec son groupe, ils volent des tickets de rationnement dans les mairies proche du Mans.
Le 27 juillet 1943, Auguste Delaune (Commandant l'interrégional PR4 des Francs-tireurs et partisans français) et Jean Fresnel responsable du deuxième bureau FFI sont arrêtés, sur dénonciation, au pont Coëffort au Mans. Jean Fresnel est tué et Auguste Delaune blessé est transféré à l'hôpital dans le quartier allemand. Il est décidé par la direction du Conseil national de la Résistance, d'étudier la possibilité d'une action commando pour le libérer. Bernard Devilliers sera chargé par Auguste Gillot d'aller repérer les lieux. Il se déguise en visiteur d'un malade avec un sac d'oranges à la main et « s'égare » dans l'hôpital afin de repérer les lieux. L'action est décidée mais elle sera annulée en raison de l'absence de la voiture venant de Bretagne (refoulée à un barrage),.
En septembre 1943, en raison des restructurations de la résistance, Bernard Devilliers se rend à Paris. Il se voit confier la direction du deuxième bureau de la subdivision des Forces françaises de l'intérieur (FFI) M4. 

### Déportation
Il est arrêté par la police le 21 janvier 1944 avec son épouse à leur domicile au Mans.
Après quelques jours passés en prison au Vert Galant au Mans, il est transféré à la prison du Cherche-Midi à Paris puis déporté au camp de Natzweiler-Struthof. Il porte le triangle rouge et les deux N : "Nacht und Nebel". Il est ensuite transféré au camp de concentration à Dachau,. Il est libéré et de retour au Mans en mai 1945.

### Témoignage et devoir de mémoire
Jusqu’à sa mort, Bernard Devilliers intervient avec son épouse auprès des élèves de collèges et lycées sarthois afin de les informer et de préserver le présent et le futur des erreurs passées.

### Reconnaissance
Bernard Devilliers est décoré de :
- la Croix de guerre avec étoile d'argent en 1946
- la Légion d’honneur au grade de chevalier en 1957 (Décret du 28 Mars 1957, publié au journal officiel du 2 Avril 1957, pris sur rapport du ministre de la défense) puis élevé au grade d'officier en 1996  (Décret du 11 Avril 1996, publié au journal officiel du 14 Avril 1996, pris sur rapport du ministre de la défense).

Depuis le 25 octobre 2007, dans le quartier de l’université de la ville du Mans, une rue « Marcelle et Bernard Devilliers » honore leurs mémoires.